# Hey-Hey-Hey-Hey!
«Hey-Hey-Hey-Hey!» — песня, написанная американским певцом Литлом Ричардом и выпущенная впервые в 1958 году на стороне «Б» сингла «Good Golly Miss Molly». Литл Ричард также записал попурри, соединив «Hey-Hey-Hey-Hey!» с песней «Kansas City» (авторы — Лейбер и Столлер), версию которой он также ранее записал. Именно на попурри Литла Ричарда опирались The Beatles, записав свою версию для альбома Beatles for Sale в 1964 году.

## Версия «Битлз»
Участники группы впервые услышали данное попурри в 1962 году на концерте Литла Ричарда; тогда же песня вошла в «живой» репертуар группы.
В 1963 году композиция выпала из репертуара группы, однако 16 июля группа записала версию песни для радио BBC (это исполнение позже вошло в подборку Live at the BBC). Ещё три записи для ВВС были сделаны 1 мая 1964 года и 17 июля и 25 ноября того же года.
17 сентября 1964 года группа с большим успехом исполнила композицию в Канзасе во время своего первого американского тура. Горячий приём публикой заставил группу подумать о записи данной композиции, тем более, что при записи очередного альбома испытывался недостаток музыкального материала.
Запись состоялась 18 октября 1964 года на студии «Эбби Роуд»; успешной оказалась уже самая первая попытка. Второй дубль был включён в сборник Anthology 1.
В записи участвовали:
- Пол Маккартни — основной вокал, бас-гитара, хлопки
- Джон Леннон — подголоски, ритм-гитара, хлопки
- Джордж Харрисон — подголоски, соло-гитара, хлопки
- Ринго Старр — ударные, хлопки
- Джордж Мартин — фортепиано

## Другие кавер-версии
Впоследствии композиция перепевалась многими исполнителями, в том числе:
- Британская группа Ten Years After записала кавер-версию попурри под названием Going Back To Birmingham для альбома Positive Vibrations (1974).
- Британская группа The Libertines исполнила кавер-версию в сентябре 2003 года.
- Американский исполнитель Боб Сигер записал свою версию песни в 1989 году. Эта версия, однако, оставалась неизданной до 2011 года, когда она вошла в ретроспективный альбом Ultimate Hits: Rock and Roll Never Forgets[2][3].